# Konarzewo-Reczki
Konarzewo-Reczki es un pueblo de Polonia, en Mazovia.  Se encuentra en el distrito (Gmina) de Gołymin-Ośrodek, perteneciente al condado (Powiat) de Ciechanów. Se encuentra aproximadamente a 21 km al este de Ciechanów, y a 67 km  al norte de Varsovia. Su población es de 20 habitantes.
Entre 1975 y 1998 perteneció al voivodato de Ciechanów.